# Journal of European Integration
 (novembre 2022).
Le Journal of European Integration est une revue académique à comité de lecture qui publie des travaux universitaires sur tous les aspects du processus d'intégration européenne. La revue accueille des propositions provenant de divers champs disciplinaires ou multidisciplinaires. La revue est basée à l'Université Luiss, une université italienne basée à Rome.

## Histoire
La revue est initialement publiée trois fois par an par le Centre d'Études et de Documentation Européennes de l'université de Montréal, au Québec. À partir de janvier 1981, la revue est parrainée par le Conseil Canadien des Affaires Européennes.
Depuis janvier 1998, il est publié par Routledge. Le nombre de publications par an est passé à huit, dont deux ou trois numéros spéciaux.
Le comité de rédaction actuel comprend :
- Rédacteurs en chef : Professeur Thomas Christiansen (université Luiss, Rome) et Professeur Olivier Costa (CNRS/CEVIPOF, Paris et Collège d'Europe, Bruges)
- Éditeurs : Professeur Mai'a Cross (Northeastern University, Boston) et Professeure Ana Juncos (université de Bristol)
- Éditeur de la section d'examen : Dr Edoardo Bressanelli (Sant'Anna School of Advanced Studies, Pise)
- Rédacteur en chef et président du conseil consultatif : Professeur émérite Emil Kirchner (université de l'Essex)
- Responsable éditorial : Giulia Gallinella (Université Luiss, Rome)

## Résumé et indexation
La revue est résumée et indexée dans :
- Index des citations en sciences sociales[7]
- CSA Linguistique et Comportement Linguistique Abrégés
- Abrégés des services sociaux de l'ASC
- Résumés sociologiques CSA
- Résumés mondiaux de science politique de CSA
- Contenu actuel /Sciences sociales et comportementales[7]
- PAIS International
- Scimago

Selon le Journal Citation Reports, la revue a un facteur d'impact en 2015 de 1,132, la classant 58e sur 163 revues dans la catégorie "Science politique" et 28e sur 86 revues dans la catégorie "Relations internationales".